# Segunda División Peruana 1955
La Segunda División Peruana 1955, la 13ª edición del torneo, fue jugada por diez equipos. 
Respecto al torneo anterior, Carlos Concha descendió de la Primera División 1954 y Unión América logró el ascenso en la definición entre campeones de las ligas de Lima y del Callao 1954.
El ganador del torneo, Carlos Concha, logró el ascenso a la Primera División de 1956 mientras que Jorge Chávez perdió la categoría al haber ocupado el último lugar y descendió a la Liga del Callao.

## Ascensos y descensos
| Posición | Ascendido a Primera División 1955 |
| -------- | --------------------------------- |
| 1º       | Unión Callao                      |

| Posición | Descendido de Primera División 1954 |
| -------- | ----------------------------------- |
| 10º      | Carlos Concha                       |

| Posición | Ascendido de Liguilla de Ascenso 1954 |
| -------- | ------------------------------------- |
| 1º       | Unión América                         |

| Posición | Descendido a Liga de Lima 1955 |
| -------- | ------------------------------ |
| 10º      | Unión Carbone                  |

## Equipos participantes
| Club                   | Ciudad     |
| ---------------------- | ---------- |
| Association Chorrillos | Chorrillos |
| Atlético Lusitania     | Lima       |
| Carlos Concha          | Callao     |
| Defensor Arica         | Lima       |
| Jorge Chávez           | Callao     |
| Juventud Gloria        | Lima       |
| KDT Nacional           | Callao     |
| Porvenir Miraflores    | Miraflores |
| Santiago Barranco      | Barranco   |
| Unión América          | Lima       |

## Tabla de posiciones
| Pos. | Club                   | PTS |
| ---- | ---------------------- | --- |
| 1    | Carlos Concha          | 29  |
| 2    | Porvenir Miraflores    | 27  |
| 3    | Unión América          | 24  |
| 4    | Juventud Gloria        | 17  |
| 5    | Atlético Lusitania     | 15  |
| 6    | Santiago Barranco      | 14  |
| 7    | Defensor Arica         | 14  |
| 8    | KDT Nacional           | 14  |
| 9    | Association Chorrillos | 12  |
| 10   | Jorge Chávez           | 11  |

|  | Campeón y ascendido a la Primera División de 1956 |
|  | Descendido a la Liga del Callao 1956              |
| Perú                    |
| Campeón                 |
| Carlos Concha 2º título |